# かおり野
かおり野（かおりの）は、三重県が育成したイチゴの品種。

## 概要
炭そ病に抵抗性を持ち、極早生のイチゴ品種である。
名称は、本品種の特徴でもある「爽やかで上品な香り」に由来する。

## 特徴
極早生性
かおり野以前の品種では、章姫やさがほのかが早生品種として知られていたが、かおり野はこれらの品種よりも早い極早生品種である。
抵抗性
炭そ病
抵抗性を持つ品種であるサンチーゴ、宝交早生と同等の炭そ病抵抗性を持つ。
ただし、まったく発病しないわけではないので、防除は必要。
うどんこ病
うどんこ病についても強く、章姫や紅ほっぺと比べてもうどんこ病の発病より少なく、さがほのかよりははるかに少ない。
萎黄病
萎黄病には罹病性があり、章姫やとちおとめより弱い。
灰色かび病
灰色かび病は発生しやすいため、薬剤による防除が必要。
果実の特徴
- 糖度が高く、酸度は低い。
- 食べたときに口の中に広がる香りの評価が高く、口の中に香りが長時間残る。
- 大果であり、とちおとめより大きい。
- 基本的には円錐形であるが、草勢が強すぎると空洞や縦溝が発生する。
- 果皮は章姫よりは強いが、さがほのかよりは弱い。
- 果皮色はオレンジ系の橙赤色で明るく、収穫後に黒ずむこともない。

## 開発の経緯
炭そ病はイチゴ栽培において深刻な被害を引き起こす重大病害であり、かおり野の開発着手時期の既存イチゴ品種には抵抗性を持つ品種が極めて少なく、根本的な対策として抵抗性品種の開発が必要とされていた。
イチゴの販売単価が高い11月以降の年内に収穫量が多い極早生品種がイチゴ生産者の収益性向上のために必要とされていた。
1990年に炭そ病に抵抗性を持ち食味の良い品種として宝交早生を、当時の主要品種として女峰、とよのかを、大果で食味の良い品種としてアイベリーの4品種を交配親として用い、1997年から1998年には章姫、あかしゃのみつこ、とちおとめ、サンチーゴの血を入れ、他の品種開発とは隔絶した状態での系統間交配を繰り返し独自進化を進めていった。かおり野の直接の交配親は三重県育成系統の「0028401」と「0023001」となる。2004年に「0028401」と「0023001」とを親にした株から選抜を行い、2010年5月に品種登録が行われた。